# Pseudanophthalmus digitus
Pseudanophthalmus digitus är en skalbaggsart som beskrevs av Valentine. Pseudanophthalmus digitus ingår i släktet Pseudanophthalmus och familjen jordlöpare. Inga underarter finns listade i Catalogue of Life.